# Tjerni vrăch (distrikt i Montana)
Tjerni vrăch (bulgariska: Черни връх) är ett distrikt i Bulgarien.   Det ligger i kommunen Obsjtina Văltjedrăm och regionen Montana, i den nordvästra delen av landet, 110 km norr om huvudstaden Sofia.